# زبان وندالی
زبان وَندالی (انگلیسی: Vandalic language) یکی از زبان‌های ژرمنی شرقی بود که امروزه منقرض شده‌است. زبان وندالی احتمالاً نزدیکی زیادی با زبان گوتی داشت.
گویشوران زبان وندالی در جنوب اسپانیا و شمال آفریقا نشیمن داشتند. آن‌ها به دنبال گروه‌های دیگر ژرمن (ازجمله ویزیگوت‌ها) و غیرژرمن (ازجمله آلان‌های ایرانی‌تبار) به این منطقه رسیدند. نام اَندَلُس از نام وندلس یعنی مکان وندال‌ها مشتق شده‌است. از زبان وندالی چیزی به‌جز شماری واژه پراکنده و برخی از نام‌های اشخاص به‌جا نمانده است.